# Liste des ambassadeurs d'Estonie au Danemark
L’ambassadeur d'Estonie au Danemark est le représentant légal le plus important de l'Estonie auprès du gouvernement danois. La première mission diplomatique estonienne après son indépendance fut le centre d'information balte de Copenhague, lequel a ouvert en décembre 1990.

## Ambassadeurs successifs
| Début        | Fin      | Ambassadeur   | Observations |
| ------------ | -------- | ------------- | ------------ |
| octobre 1991 | 1996     | Arvo Alas     | -            |
| 1996         | 2001     | Jüri Kahn     | -            |
| 2001         | 2006     | Taavi Toom    | -            |
| 2006         | 2011     | Meelike Palli | -            |
| 2011         | 2015     | Katrin Kivi   | -            |
| octobre 2015 | en cours | Märt Volmer   | -            |

## Sources